# 8958 Stargazer
8958 Stargazer è un asteroide della fascia principale. Scoperto nel 1998, presenta un'orbita caratterizzata da un semiasse maggiore pari a 2,7055563 UA e da un'eccentricità di 0,0779329, inclinata di 2,59984° rispetto all'eclittica.